# Municipio de East Pikeland
El municipio de East Pikeland (en inglés: East Pikeland Township) es un municipio ubicado en el condado de Chester en el estado estadounidense de Pensilvania. En el año 2000 tenía una población de 6551 habitantes y una densidad poblacional de 287,7 personas por km².

## Geografía
El municipio de East Pikeland se encuentra ubicado en las coordenadas 40°07′20″N 75°34′02″O / 40.12222, -75.56722.

## Demografía
Según la Oficina del Censo en 2000 los ingresos medios por hogar en la localidad eran de $72 850 y los ingresos medios por familia eran de $86 343. Los hombres tenían unos ingresos medios de $53 017 frente a los $40 500 para las mujeres. La renta per cápita de la localidad era de $31 774. Alrededor del 1,8% de la población estaba por debajo del umbral de pobreza.

## Educación
El Distrito Escolar del Área de Phoenixville gestiona escuelas públicas.